# Gonomyia horrifica
Gonomyia horrifica är en tvåvingeart som beskrevs av Alexander 1938. Gonomyia horrifica ingår i släktet Gonomyia och familjen småharkrankar. Inga underarter finns listade i Catalogue of Life.